# Episode I
Episode I è il primo EP del gruppo musicale italiano Eiffel 65, pubblicato nel 1999 dalla Skooby Records.

## Tracce
1. Move Your Body (DJ Gabry Ponte Original Club) – 5:54
2. Move Your Body (Roby Molinaro Forge Edit) – 7:03
3. Move Your Body (DJ Gabry Ponte Speed Cut) – 5:31
4. Move Your Body (Casino Machine Paris Dub) – 7:05
5. Move Your Body (DJ Gregory Kolla & Alex X Funk Claywork Mix) – 6:20
6. My Console (DJ Gabry Ponte Console Mix) – 6:48
7. Europop (Album Kraft Mix) – 5:28
8. Europop (Roby Molinaro Parade Mix) – 5:10
9. Europop (No Fear Trance Mix) – 6:27